# 長谷川ティティ
長谷川　ティティ（はせがわ　てぃてぃ、1992年10月10日 - ）は、日本の俳優。熊本県出身。身長は174cm、血液型はA型。株式会社パイプライン所属。

## 出演

### テレビドラマ
- ノーコンキッド（2013年、テレビ東京）
- 相棒 Season17 第18話 （2019年3月7日、テレビ朝日） - 品田直人 役
- びしょ濡れ探偵 水野羽衣 第6話（2019年8月8日、テレビ東京） - 楠田一也 役
- ドクターホワイト 第1話（2022年1月17日、関西テレビ・フジテレビ系）
- 駐在刑事 Season3 第2話（2022年1月21日、テレビ東京） - 柳田良 役
- 悪女（わる）働くのがカッコ悪いなんて誰が言った? 第4話（2022年5月4日、日本テレビ） - 押立信也 役
- パンドラの果実科学犯罪捜査ファイル Season1 第3話（2022年5月7日、日本テレビ） - 八木壮太 役
- ファーストペンギン! 第7話（2022年11月16日、日本テレビ） - 岡室爽 役[1]
- 孤独のグルメ Season10 第7話（2022年11月19日、テレビ東京）- 客 役
- CODE-願いの代償- 第6話（2023年8月6日、読売テレビ・日本テレビ） - 出版社の社員 役
- シッコウ!!〜犬と私と執行官〜 第7話（2023年8月22日、テレビ朝日） - 苅田 役
- 特捜9 season7 第2話（2024年4月10日、テレビ朝日） - 長谷渉 役
- パンドラの果実〜科学犯罪捜査ファイル〜 最新章SP （2024年6月16日、日本テレビ）[2]
- 海に眠るダイヤモンド（2024年10月20日 - 、TBS）[3]

### 映画
- WELLDONE〜極道兄弟（2013年8月24日公開）
- BOMBER~ヤンキーポリス（2013年10月12日公開）
- 喧嘩請負人（2013年12月14日公開）
- DEMOLITION（2013年12月14日公開）
- 悪少年(ヤンキー)（2014年1月25日公開）
- ギャン×key（2014年3月1日公開）
- クローZ（2014年4月12日公開）
- ごくやん〜突破口篇〜（2014年6月8日公開）
- 少女ギャング（2014年10月5日公開）
- 荒くれKING（2014年11月30日公開）
- 暗殺教室（2015年3月21日公開） - 吉田大成役
- ごくやん〜絆篇〜（2015年3月15日公開）
- ドラゴンヤンキー（2015年3月15日公開）
- バッドキング（2015年5月31日公開） - 主演
- DEMOLITION（2015年7月25日公開）
- ダる。（2015年9月25日公開） - 山本たける 役
- G+B（2015年9月12日・25日公開） - 主演：時田疾風 役
- 暗殺教室〜卒業編〜（2016年3月25日公開） - 吉田大成 役
- OVER DRIVE（2018年6月1日公開） - 水野友也 役
- GOLDFISH（2023年3月31日公開）[4]
- 片思い世界（2025年4月4日公開） - 美咲の勤めるオフィス・社員B 役[5]

### ウェブドラマ
- SICK'S 覇乃抄 〜内閣情報調査室特務事項専従係事件簿〜（2019年） - 九頭ドナルド札男 役
- パンドラの果実〜科学犯罪捜査ファイル〜 Season3（2024年6月16日〈予定〉 - 、Hulu）[2]

### 舞台
- yoowa vol.3『LAST EVER EVE』（2025年6月12日 - 15日〈予定〉、浅草九劇）[6]